# Magdalo

Bandera de Grupo Magdalo

Magdalo, son el grupo de soldados disidentes que organizaron el fallido motín Oakwood. Compuesto por oficiales jóvenes de todas las ramas de las Fuerzas Armadas de Filipinas, que se hizo cargo del Oakwood Premier Ayala Center en Makati y exigieron la dimisión de los altos directivos de la AFP y miembros del Arroyo del gobierno, incluido el Presidente sí misma. El grupo llamaban a sí mismos "Bagong Katipuneros"(filipino, "The New Katipuneros"), sin embargo, la prensa local continúa llamándoles el grupo magdalo.
El 30 de agosto de 2007, los de la Policía Nacional de Filipinas fueron en alerta contra un presunto Magdalo intento de reclutamiento en Bicol, apuntando 9.ª división de infantería del Ejército. El esfuerzo está presuntamente relacionado con la desestabilización esfuerzos para la próxima promulgación por el Sandiganbayan en el saqueo caso del expresidente Joseph Estrada.
Samahang Magdalo
los Samahang Magdalo son un grupo voluntario civil lanzada por la Magdalo grupo en 2008. El grupo utiliza los sitios web de redes sociales como Friendster y Facebook para reclutar simpatizantes a través de las Filipinas.

## Elecciones filipinas 2010
Aunque no es un partido político oficial, la mayoría de los miembros Magdalo apoyan Manny Villar, presidencial abanderado del Partido Nacionalista y el senador Manuel Roxas II, el candidato vicepresidencial del Partido Liberal. [4] Sin embargo, el apoyo del grupo para la presidencia de Villar va en contra de Brig. General Danilo Lim, que había sido aprobada y apoyada por el Partido Liberal, que se fildeo Roxas y el senador Benigno Aquino III.
- Datos: Q6729983